# تالانا
تالانا (به ایتالیایی: Talana) یک کومونه در ایتالیا است که در استان الیاسترا واقع شده‌است.

## خصوصیات
تالانا ۱۱۷٫۹۲ کیلومترمربع مساحت و ۱٬۱۲۹ نفر جمعیت دارد و ۶۸۲ متر بالاتر از سطح دریا واقع شده‌است.